# Rockingham Motor Speedway
O Rockingham Motor Speedway é um autódromo localizado em Northamptonshire, Inglaterra, Reino Unido, foi inaugurado em 2001 e possui diferentes traçados combinando oval e mistos e superfícies de asfalto e terra, recebeu corridas da CART em 2001 e 2002, entre 2001 e 2007 recebeu a categoria de stock cars britânica SCSA e atualmente recebe corridas da BTCC e Fórmula 3 britânica..

## Resultados

Traçado do circuito combinando oval com mistos.

### CART
| Ano  | Corrida                     | Pilot            | Construtor          |
| ---- | --------------------------- | ---------------- | ------------------- |
| 2001 | Rockingham 500 +            | Gil de Ferran    | Reynard Honda 01i   |
| 2002 | Sure For Men Rockingham 500 | Dario Franchitti | Lola Cosworth B2/00 |